# Culex (Culex)
Culex (Culex) – podrodzaj muchówek z rodziny komarowatych i rodzaju Culex.

## Morfologia

### Owad dorosły

Schemat anatomiczny imago komara brzęczącego

Głowa zaopatrzona jest w stykające się lub wąsko rozdzielone oczy złożone i nieco dłuższe od kłujki czułki. Porastające ciemię szczecinki są położone i w większości wąskie. Głaszczki szczękowe u samców zbudowane są z pięciu, a u samic z trzech członów; u samca człon trzeci ma ustawione w szeregu szczecinki brzuszne i dłuższe szczecinki brzuszno-boczne, a człony kolejne odgięte są ku górze i licznie oszczecinione. Chetotaksję tułowia cechują szczecinki środkowe grzbietu w mniej lub bardziej podwojonym rzędzie oraz dobrze rozwinięte szczecinki: śródplecowe, skutalne, przedskrzydłowe i nadskrzydłowe. Po bokach tułowia łuski porastają co najmniej antepronotum, postpronotum, górę proepisternum i mezokatepisternum i mesepimeron. Skrzydła większości gatunków porośnięte są w całości łuskami ciemnymi, rzadziej występują rozproszone lub pogrupowane w plamki łuski jasne. Odnóża mają małe pazurki i dobrze wykształcone przylgi. Samiec ma zwykle krótkie i szerokie, zaopatrzone w jeden lub dwa rzędy szczecinek płaty dziewiątego tergitu odwłoka, zakrzywiony i zwężony ku szczytowi gonostylus ze słabo rozwiniętym i umieszczonym przedwierzchołkowo pazurkiem, wyposażony w koronę kolcowatych szczecinek paraprokt oraz zaopatrzone w szczecinki przysadki odwłokowe. 

### Larwa

Schemat anatomiczny larwy Culex restuans

Larwa ma czułki nie dłuższe od głowy, zwykle z silnie rozwiniętym włoskiem czułkowym 1-A oraz pojedynczymi i najczęściej osadzonymi przedwierzchołkowo włoskami czułkowymi 2-A i 3-A. Włoski przedtułowia od pierwszego do trzeciego są długie i zwykle mniej więcej tej samej długości. Szósta szczecinka segmentów odwłokowych pierwszego i drugiego jest silnie rozwinięta, a tych od trzeciego do szóstego rozwinięta silnie lub umiarkowanie. Na syfonie druga szczecinka jest pojedyncza i niekiedy haczykowata. Zazwyczaj siodło jest kompletne. Dziesiąty segment odwłoka ma pierwszą szczecinkę niezbyt długą, drugą silnie rozwiniętą i rozgałęzioną, a trzecią mocno rozwiniętą acz pojedynczą.

## Rozprzestrzenienie
Takson kosmopolityczny, znany ze wszystkich krain zoogeograficznych, rozprzestrzeniony od tropików po strefę klimatu chłodnego.  W Polsce reprezentowany jest przez 2 gatunki: C. pipiens i C. torrentium.

## Taksonomia
Do podrodzaju tego zalicza się około 200 opisanych gatunków:
- Culex abnormalis Lane, 1936
- Culex acharistus Root, 1927
- Culex alani Forattini, 1965
- Culex alienus Colless, 1957
- Culex alis Theobald, 1903
- Culex ameliae Casal, 1967
- Culex andersoni Edwards, 1914
- Culex annulirostris Skuse, 1889
- Culex annuliventris (Blanchard, 1852)
- Culex annulus Theobald, 1901
- Culex antennatus (Becker, 1903)
- Culex apicinus Philippi, 1865
- Culex aquarius Strickman, 1990
- Culex archegus Dyar, 1929
- Culex argenteopunctatus (Ventrillon, 1905)
- Culex articularis Philippi, 1865
- Culex asteliae Belkin, 1968
- Culex astridianus de Meillon, 1942
- Culex atriceps Edwards, 1926
- Culex australicus Dobrotworsky & Drummond, 1953
- Culex bahamensis Dyar & Knab, 1906
- Culex banksensis Maffi & Tenorio, 1977
- Culex barraudi Edwards, 1922
- Culex beta Séguy, 1924
- Culex bickleyi Forattini, 1965
- Culex bidens Dyar, 1922
- Culex bihamatus Edwards, 1926
- Culex bilineatus Theobald, 1903
- Culex bonneae Dyar & Knab, 1919
- Culex brami Forattini, Rabello & Souza Lopes, 1967
- Culex brethesi Dyar, 1919
- Culex brevispinosus Bonne-Wepster & Bonne, 1920
- Culex brumpti Galliard, 1931
- Culex bukavuensis Wolfs, 1947
- Culex calurus Edwards, 1935
- Culex camposi Dyar, 1925
- Culex carcinoxenus de Oliveira Castro, 1932
- Culex carleti Brunhes & Ravaonjanahary, 1971
- Culex castelli Hamon, 1957
- Culex chidesteri Dyar, 1921
- Culex chitae Duret, 1967
- Culex chorleyi Edwards, 1941
- Culex comorensis Brunhes, 1977
- Culex coronator Dyar & Knab, 1906
- Culex covagarciai Forattini, 1965
- Culex crinicauda Edwards, 1921
- Culex curvibrachius Angulo, 1993
- Culex cuyanus Duret, 1968
- Culex decens Theobald, 1901
- Culex declarator Dyar & Knab, 1906
- Culex delys Howard, Dyar & Knab, 1915
- Culex demeilloni Doucet, 1950
- Culex diengensis Brug, 1931
- Culex diplophyllum Dyar, 1929
- Culex dohenyi Hogue, 1975
- Culex dolosus (Lynch Arribálzaga, 1891)
- Culex duplicator Dyar & Knab, 1909
- Culex duttoni Theobald, 1901
- Culex eduardoi Casal & García, 1968
- Culex edwardsi Barraud, 1923
- Culex erythrothorax Dyar, 1907
- Culex fasyi Baisas, 1938
- Culex fernandezi Casal, García & Cavalieri, 1966
- Culex foliaceus Lane, 1945
- Culex fuscocephala Theobald, 1907
- Culex gameti Bailly-Choumara, 1966
- Culex garciai Broche, 2000
- Culex gelidus Theobald, 1901
- Culex globocoxitus Dobrotworsky, 1953
- Culex grahamii Theobald, 1910
- Culex guayasi Leví-Castillo, 1953
- Culex guiarti Blanchard, 1905
- Culex guizhouensis Chen & Zhao, 1985
- Culex habilitator Dyar & Knab, 1906
- Culex hancocki Edwards, 1930
- Culex hopkinsi Edwards, 1932
- Culex huangae Meng, 1958
- Culex hutchinsoni Barraud, 1924
- Culex incognitus Baisas, 1938
- Culex inflictus Theobald, 1901
- Culex ingrami Edwards, 1916
- Culex interfor Dyar, 1928
- Culex interrogator Dyar & Knab, 1906
- Culex invidiosus Theobald, 1901
- Culex iyengari Mattingly & Rageau, 1958
- Culex jacksoni Edwards, 1934 (in Barraud, 1934)
- Culex janitor Theobald, 1903
- Culex kesseli Belkin, 1962
- Culex lahillei Bachmann & Casal, 1962
- Culex laticinctus Edwards, 1913
- Culex laticlasper Galindo & Blanton, 1954
- Culex levicastilloi Lane, 1945
- Culex litoralis Bohart, 1946
- Culex litwakae Harbach, 1985
- Culex lygrus Root, 1927
- Culex maracayensis Evans, 1923
- Culex marquesensis Stone & Rosen, 1953
- Culex mattinglyi Knight, 1953
- Culex mauesensis Lane, 1945
- Culex maxi Dyar, 1928
- Culex mimeticus Noè, 1899
- Culex mimuloides Barraud, 1924
- Culex mimulus Edwards, 1915
- Culex miraculosus Bonne-Wepster, 1937
- Culex mirificus Edwards, 1913
- Culex mollis Dyar & Knab, 1906
- Culex murrelli Lien, 1968
- Culex musarum Edwards, 1932
- Culex nakuruensis Mattingly, 1951
- Culex neavei Theobald, 1906
- Culex nigripalpus Theobald, 1901
- Culex nilgiricus Edwards, 1916
- Culex ninagongoensis Edwards, 1928
- Culex omani Belkin, 1962
- Culex orientalis Edwards, 1921
- Culex ornatothoracis Theobald, 1909
- Culex ousqua Dyar, 1918
- Culex pacificus Edwards, 1916
- Culex pajoti da Cunha Ramos & Ribeiro, 1982
- Culex palpalis Taylor, 1912
- Culex paramaxi Duret, 1968
- Culex perexiguus Theobald, 1903
- Culex perfidiosus Edwards, 1914
- Culex perfuscus Edwards, 1914
- Culex perplexus Leicester, 1908
- Culex pervigilans Bergroth, 1889
- Culex philipi Edwards, 1929
- Culex philippinensis Sirivanakarn, 1976
- Culex pinarocampa Dyar & Knab, 1908
- Culex pipiens Linnaeus, 1758 – komar brzęczący
- Culex plicatus Olivares, 1993
- Culex propinquus Colless, 1955
- Culex prosecutor Séguy, 1927
- Culex pruina Theobald, 1901
- Culex pseudojanthinosoma Senevet & Abonnenc, 1946
- Culex pseudopruina van Someren, 1951
- Culex pseudostigmatosoma Strickman, 1990
- Culex pseudovishnui Colless, 1957
- Culex quasiguiarti Theobald, 1910
- Culex quinquefasciatus Say, 1823
- Culex quitensis Levi-Castillo, 1953
- Culex restuans Theobald, 1901
- Culex riojanus Duret, 1968
- Culex roseni Belkin, 1962
- Culex rotoruae Belkin, 1968
- Culex salinarius Coquillett, 1904
- Culex saltanensis Dyar, 1928
- Culex scheuberi Carpintero & Leguizamón, 2004
- Culex schwetzi Edwards, 1929
- Culex scimitar Branch & Seabrook, 1959
- Culex scottii Theobald, 1912
- Culex sechani Brunhes & Boussès, 2009
- Culex secutor Theobald, 1901
- Culex seldeslachtsi Wolfs, 1947
- Culex shoae Hamon & Ovazza, 1954
- Culex simpsoni Theobald, 1905
- Culex sinaiticus Kirkpatrick, 1925
- Culex sitiens Wiedemann, 1828
- Culex solitarius Bonne-Wepster, 1938
- Culex sphinx Howard, Dyar & Knab, 1913
- Culex spinosus Lutz, 1905
- Culex stenolepis Dyar & Knab, 1908
- Culex stigmatosoma Dyar, 1907
- Culex striatipes Edwards, 1941
- Culex summorosus Dyar, 1920
- Culex surinamensis Dyar, 1918
- Culex tamsi Edwards, 1934
- Culex tarsalis Coquillett, 1896
- Culex tatoi Casal & García, 1971
- Culex telesilla de Meillon & Lavoipierre, 1945
- Culex tenagius van Someren, 1954
- Culex terzii Edwards, 1941
- Culex thalassius Theobald, 1903
- Culex theileri Theobald, 1903
- Culex thriambus Dyar, 1921
- Culex tianpingensis Chen, 1981
- Culex toroensis Edwards & Gibbins, 1939
- Culex torrentium Martini, 1925
- Culex toviiensis Klein, Rivière & Séchan, 1984
- Culex trifilatus Edwards, 1914
- Culex trifoliatus Edwards, 1914
- Culex tritaeniorhynchus Giles, 1901
- Culex tsengi Lien, 1968
- Culex umbripes Edwards, 1941
- Culex univittatus Theobald, 1901
- Culex usquatissimus Dyar, 1922
- Culex usquatus Dyar, 1918
- Culex vagans Wiedemann, 1828
- Culex vansomereni Edwards, 1926
- Culex ventrilloni Edwards, 1920
- Culex verutus Harbach, 1987
- Culex vicinus (Taylor, 1916)
- Culex vishnui Theobald, 1901
- Culex watti Edwards, 1920
- Culex weschei Edwards, 1935
- Culex whitei Barraud, 1923
- Culex whitmorei (Giles, 1904)
- Culex whittingtoni Belkin, 1962
- Culex yojoae Strickman, 1990
- Culex zombaensis Theobald, 1901